# Lee Kernaghan
Lee Raymond Kernaghan (Corryong, 15 de abril de 1964) es un cantante y compositor australiano de música country. En el 2008 fue Australiano del año.

## Honores
Kernaghan recibió la Medalla de la Orden de Australia en 2004.
En el 2008 fue el Australiano del año. Lee tiene dos hijos, el mayor es Jet Kernaghan nació el 18 de mayo de 2001 y Rock Kernaghan nacido el 27 de noviembre del 2002.

## Discografía

### Álbumes
- The Outback Club (1992)
- Three Chain Road (1993) N.º 35 AUS
- 1959 (1995) N.º 9 AUS
- Hat Town (1997) N.º 7 AUS
- The Christmas Album (1999) N.º 31 AUS
- Rules of the Road (2000) N.º 16 AUS
- Electric Rodeo (2002) N.º 5 AUS
- The Big Ones – Greatest Hits Vol. 1 (2004) N.º 16 AUS
- The New Bush (2006) N.º 6 AUS
- Spirit of the Bush (2007) N.º 5 AUS
- Planet Country (2009) N.º 13 AUS
- Ultimate Hits (2011) N.º 8 AUS
- Beautiful Noise (2012)

### Sencillos
| Año  | Sencillo                     | Álbum            |
| ---- | ---------------------------- | ---------------- |
| 1992 | "High Country"               | The Outback Club |
| 1992 | "Boys From the Bush"         | The Outback Club |
| 2011 | "Scars" (con Dierks Bentley) | Planet Country   |
| 2012 | "Beautiful Noise"            | Beautiful Noise  |

### Musicales
The Man from Snowy River: Arena Spectacular

### Videos musicales
| Año  | Video                        | Director |
| ---- | ---------------------------- | -------- |
| 1992 | "High Country"               |          |
| 1992 | "Boys From the Bush"         |          |
| 2011 | "Scars" (con Dierks Bentley) | Robb Cox |
| 2012 | "Beautiful Noise"            |          |